# کویپونگو
کویپونگو (به انگلیسی: Quipungo (Gambos)) شهری در استان هوییلا واقع در کشور آنگولا است که در سال ۲۰۰۹ میلادی ۶٬۸۱۷ نفر جمعیت داشته است.